# Steirergift
Steirergift (ursprünglicher Arbeitstitel Steirerlist) ist der elfte Teil der österreichischen Landkrimi-Filmreihe in der Steiermark aus dem Jahr 2024 von Wolfgang Murnberger. Das Drehbuch von Wolfgang und Maria Murnberger basiert auf den Figuren aus Claudia Rossbachers Steirerkrimis.

## Handlung
In dieser Folge ermitteln Chefinspektor Sascha Bergmann und seine Kollegin Anni Sulmtaler vom LKA Graz zum Tod der Kellnerin Julia Moser. Diese war von Arbeitern auf einer Deponie am Waldrand von Leoben mit nur noch schwachen Lebensfunktionen gefunden worden und kurz darauf verstorben. Die Obduktion ergibt, dass Julia mit K.-o.-Tropfen betäubt und vergewaltigt worden war. 
Die ältere Schwester des Opfers ist die Fernsehjournalistin Vanessa Moser. Beider Eltern starben beim Absturz eines Heißluftballons. Die Ballonfahrt, an der Vanessa aufgrund ihrer Höhenangst nicht teilgenommen hatte, war ein Wunsch Julias zu ihrem 15. Geburtstag gewesen. Wie durch ein Wunder hatte Julia den Absturz als Einzige überlebt. Zunächst hatten die beiden Schwestern weiter zusammen im Elternhaus gelebt. Später war Julia ausgezogen, wohnte nun mit Aluna Riedl, einer Freundin, zusammen. Als Studienabbrecherin hatte sie einen Job als Kellnerin im Pub „Absacker“ angenommen, den eine halbseidene Gestalt mit dem Spitznamen „Spezitoni“ als Wirt betreibt.
Die Ermittler verdächtigen zunächst Max Ertl, Julias Ex-Freund. Julia hatte nämlich dem jungen Mann, nachdem er sie betrog, den Laufpass gegeben. Und weil Max die Trennung zu akzeptieren nicht bereit war, hatte er Julia gestalkt. Bergmann und Sulmtaler können diesem Verdacht jedoch zunächst nicht weiter nachgehen, weil Fritz Maurer und Leonard Lamprecht dem Max Ertl ein Alibi geben. Die drei befreundeten jungen Männer gehören einer freischlagenden Burschenschaft an, deren Stammlokal der Pub „Absacker“ ist.
Nach einem Fernsehaufruf meldet sich Yvonne Lanz als ein weiteres Vergewaltigungsopfer. Auch sie war nach einem Besuch im „Absacker“ mit K.-o.-Tropfen sediert und missbraucht worden. Bei einer polizeilichen Befragung kann Yvonne weder die vorgelegten Fotos noch die Stimmen der inzwischen drei Hauptverdächtigen, den Männern Leonard Lamprecht, Max Ertl und Fritz Maurer, zweifelsfrei zuordnen. Später entdeckt Anni Sulmtaler eher zufällig in einer Videoaufnahme, die Leonard Lamprecht von der schlafenden Julia gemacht hatte, diesen in einem Spiegelbild auf der Aufnahme. 
Unterdessen stellt Vanessa Moser, der die polizeilichen Ermittlungen zu langsam vorankommen, eigene Nachforschungen an. Um diese zu forcieren, geht sie auf den Flirt von Sascha Bergmann ein, verbringt mit diesem, um, wie sich erweist, an Informationen zu gelangen, schließlich sogar eine Liebesnacht. Und während Bergmann befriedigt schläft, fotografiert sie die Fallunterlagen, die der Chefinspektor mit nach Hause genommen hatte. Ausgehend von diesen Kenntnissen nimmt Kontakt mit Yvonne Lanz auf. 
Von Marco, einem Stammgast im „Absacker“, erfahren die Ermittler schließlich, er habe gesehen, wie Julia am Tatabend gemeinsam mit einem jungen Mann in ein vor dem Pub parkendes älteres Auto japanischer Bauart gestiegen und weggefahren sei. Marcos Beschreibung passt auf Fritz Maurer, der daraufhin festgenommen wird. In einem längeren Verhör und nachdem die Fakten immer erdrückender werden, schildert Maurer schließlich, dass den Leonard Lamprecht normaler Sex nicht befriedige, weswegen er neben Julia Moser und Yvonne Lanz in der Vergangenheit auch weitere Frauen sediert und vergewaltigt habe. Er, Fritz Maurer, habe Lamprecht die Julia lediglich zugeführt, dann aber, als sie aufgrund der Sedierung einen Kreislaufkollaps erlitten hatte, auf Lamprechts Verlangen hin daran mitgewirkt, die dem Tode nahe Julia verschwinden zu lassen.  
Auch Vanessa Moser hat inzwischen Leonard Lamprecht im Visier. Im „Absacker“ stellt sie sich betrunken und beginnt, Lamprecht eindeutige Avancen zu machen, Tatsächlich nimmt er sie mit nach Hause, verspricht ihr einen weiteren Drink. Vanessa beobachtet ihn jedoch dabei, wie er in das ihr zugedachte Getränk K.-o.-Tropfen träufelt. Unbemerkt von ihm vertauscht sie jedoch die Gläser, so dass Lamprecht schon bald die Wirkung seiner Tropfen nun selbst erlebt. Noch kurz vor seiner Bewusstlosigkeit kann er jedoch per Handy noch eine Sprachnachricht mit einem Hilferuf an Fritz Maurer absetzen. 
Vanessa fesselt den Bewusstlosen auf einem Stuhl und konfrontiert ihn, als er wieder zu sich kommt, mit ihren stichhaltigen Vermutungen. Als Lamprecht diese nicht nur bestätigt, sondern sogar noch mit seinen merkwürdigen sexuellen Vorlieben zu prahlen beginnt, schlägt Vanessa sehr heftig mit einem Feuerhaken zu und flüchtet. In diesem Moment treffen Bergmann und Sulmtaler an Lamprechts Wohnung ein und nehmen, nachdem bei Lamprecht nur noch der Tod festgestellt werden konnte, Vanessas Verfolgung auf. Die endet in einem Waldstück, wo sich die Frau von einem Felsvorsprung in den Tod stürzt. In Lamprechts Wohnung hatte Vanessas Moser ihr Handy hinterlassen, mit dem sie dessen Geständnis gefilmt hatte.

## Produktion und Hintergrund
Die Dreharbeiten fanden vom 22. August bis zum 15. September 2023 unter dem Arbeitstitel Steirerlist in der Steiermark statt. Drehorte waren unter anderem Leoben, Trofaiach, Graz und Mautern. Gedreht wurde auch im ORF-Landesstudio Steiermark.
Produziert wurde der Film von der Allegro Film (Produzenten Helmut Grasser und Gabi Stefansich), beteiligt waren der Österreichische Rundfunk und die ARD (ARD Degeto), unterstützt wurde die Produktion vom Fernsehfonds Austria und Cinestyria Filmcommission and Funds.
Die Kamera führte Peter von Haller, die Musik schrieb Roman Kariolou, die Montage verantwortete Karin Hammer und das Casting Nicole Schmied. Das Kostümbild gestaltete Brigitta Fink, das Szenenbild Maria Gruber, den Ton Dietmar Zuson und das Maskenbild Karoline Strobl und Tünde Kiss Benke. Als Intimitätskoordinatorin fungierte Katharina Haudum.

## Reihe
Bei dem Film handelt es sich um die Fortsetzung von Steirerblut (2014), Steirerkind (2018), Steirerkreuz (2019), Steirerwut (2020), Steirertod und Steirerrausch (beide 2021), Steirerstern und Steirergeld (beide 2022) sowie Steirerangst und Steirerschuld (beide 2023).
Im September und Oktober 2023 wurde die zwölfte Folge Steirermord mit Tobias Moretti gedreht. 2024 entstanden die Folgen 13 Steirerwahn und 14 Steirerstich.

## Veröffentlichung
Premiere war im September 2024 in Leoben. Auf ORF ON wurde der Film am 25. November 2024 veröffentlicht, im ORF wurde der Film am 26. November 2024 erstmals ausgestrahlt.
Im Ersten (ARD) wurde der Film am 6. Februar 2025 erstmals gezeigt.

## Rezeption

### Kritiken
Oliver Armknecht vergab auf film-rezensionen.de fünf von zehn Punkten. Über weite Strecken sei dieser Landkrimi völlig einfallslos und tue nichts, das einem in Erinnerung bleiben müsste. Lediglich das dramatische Finale steche hervor, auch dank einer gewohnt starken Julia Koschitz.
Susanne Bald schrieb auf prisma.de, dass dieser Steirerkrimi wichtige Aufklärungsarbeit leiste und über das Kriminalistische hinausgehe, denn er zeige die Ermittler ungewohnt menschlich und verletzlich.
Volker Bergmeister bewertete den Film auf tittelbach.tv mit vier von sechs Sternen. Julia Koschitz spiele die ältere Schwester sparsam in Gestik, überzeugend in ausdrucksstarker Mimik verleihe sie der Figur Tiefe. Der Tonfall der sich sonst gerne frotzelnden Kommissare sei dem Thema angemessen ernst. Ein solider Krimi, der sich mehr und mehr zu einem Geschwisterdrama entwickle. Wolfgang Murnberger halte gekonnt den Spannungsbogen, der in einem dramatisch-tragischen Showdown mündet.

### Quote
Die Erstausstrahlung im ORF im November 2024 erreichte bis zu 827.000 und durchschnittlich 811.000 Zuseher. Der Marktanteil betrug 30 Prozent, was den drittbesten Wert der ORF-Landkrimi-Premieren darstellte.
Am 6. Februar 2025 erreichte die Erstausstrahlung im Ersten 5,57 Millionen Fernsehzuschauer bei einem Marktanteil von 21,2 Prozent.